# Ель-Мескіте (Техас)
Ель-Мескіте (англ. El Mesquite) — переписна місцевість (CDP) в США, в окрузі Старр штату Техас. Населення — 50 осіб (2020).

## Географія
Ель-Мескіте розташований за координатами 26°23′5″ пн. ш. 98°46′18″ зх. д. / 26.38472° пн. ш. 98.77167° зх. д. (26.384685, -98.771579).  За даними Бюро перепису населення США в 2010 році переписна місцевість мала площу 0,02 км², уся площа — суходіл.

## Демографія
Згідно з переписом 2010 року, у переписній місцевості мешкало 38 осіб у 10 домогосподарствах у складі 10 родин. Густота населення становила 1961 особа/км².  Було 15 помешкань (774/км²).
Расовий склад населення:
| - 100,0 % — білих |

До двох чи більше рас належало 0,0 %. Частка іспаномовних становила 100,0 % від усіх жителів.
За віковим діапазоном населення розподілялося таким чином: 42,1 % — особи молодші 18 років, 55,3 % — особи у віці 18—64 років, 2,6 % — особи у віці 65 років та старші. Медіана віку мешканця становила 23,0 року. На 100 осіб жіночої статі у переписній місцевості припадало 65,2 чоловіків;  на 100 жінок у віці від 18 років та старших — 100,0 чоловіків також старших 18 років.
Цивільне працевлаштоване населення становило 0 осіб. 